# Лотус Ф1
Лотус Ф1 је британски тим који се такмичи у шампионату Формуле 1. Екипа се до краја 2011. звала Рено Ф1 и тренутно је у власништву компаније Гении Капитал. База се налази у Енстону, Оксфордшир, а шеф екипе је Ерик Булиер.

## Историја

### Корени
Историја екипе је почела 1981. године са тимом Толман Моторспорт који је био базиран у Витнију, Оксфордшир. Пет година касинје, тим је преименован у Бенетон Формула након што је годину дана раније купљен од стране породице Бенетон. Почетком деведесетих, екипа се сели у Енстон, а Михаел Шумахер 1994. и 1995. осваја титуле у конкуренцији возача. Бенетон је такође 1995. освојио и титулу у конкуренцији конструктора.
Рено је купио екипу 2000. године, а име је и званично преомњено у Рено Ф1 две године касније. Фернандо Алонсо је 2005. и 2006. освајао шампионску титулу, док је Рено Ф1 био најбољи у конкуренцији тимова. Крајем 2009. Рено је продао већински удео тима компанији Гении Капитал. Компанија Лотус Аутомобили се 2011. придружила тиму који се током те сезоне такмичио под именом Лотус Рено гран при. Следеће године име је промењено у Лотус Ф1.

### Лотус у Формули 1
Тим Лотус, компанија која је функционисала у оквиру компаније Лотус аутомобили се такмичила у Формули 1 од 1958. до 1994. У том периоду је освојено седам титула у конкуренцији конструктора и шест у конкуренцији возача. Лотус име се вратило у Формулу 1 2010. године захваљујући Тонију Фернандезу и његовом Лотус Рејсинг тиму који је имао лиценцу компаније Лотус групе. Ипак, лиценца је касније одузета, а Фернандез је купио права на име Тим Лотус које је било у приватном власништву и са њим се такмичио у 2011. Тим Лотус је за 2012. променио име у Катерхам Ф1 тим што је омогућило Лотус Рено гран прију да промени име у Лотус Ф1.

### 2012.
Крајем 2011. је потврђено да ће Кими Рејкенен и Ромен Грожан возити за екипу у сезони 2012. Тренутни најбољи пласман је друго место Рејкенена на Великој награди Бахреина.